# Monte McKinley
Il Monte McKinley (noto anche col nome indigeno di Denali, IPA: [dɪˈnɑːli], nome ufficiale fino al 1917, e poi di nuovo dal 2015 al 2025) è una montagna degli Stati Uniti situata in Alaska, che fa parte della grande catena dell'Alaska, un arco montuoso di 960 km che si estende attraverso la parte sudorientale dello stato. Con i suoi 6190 metri d'altezza, è la montagna più alta degli USA e dell'intero continente nordamericano, nonché la terza al mondo per prominenza.
Il 2 settembre 2015 l'Istituto Geologico degli Stati Uniti ha annunciato che la montagna è alta 6 190 m (20 310 ft) e non 6 194 m (20 322 ft) come misurato nel 1952 usando la fotogrammetria.

## Toponimo

Ricostruzione grafica del McKinley in 3D

Al toponimo originario, che nella lingua dei nativi athabaskani significa "grande montagna", nel 1896 fu affiancato quello di "Monte McKinley" in supporto all'allora candidato alla presidenza statunitense William McKinley, poi eletto nello stesso anno. Nel 1917, con l'istituzione del parco nazionale del Monte McKinley, il governo federale riconobbe ufficialmente il toponimo "Monte McKinley".
Nel 1975, la commissione per la toponomastica dell'Alaska ripristinò, a livello statale, il nome "Denali", chiedendo all'omologo ufficio federale di fare altrettanto. Solamente il 31 agosto 2015 il presidente Barack Obama ripristinò il toponimo originario, ricevendo il plauso della comunità locale e della senatrice repubblicana dell'Alaska Lisa Murkowski, ma anche le critiche di alcuni esponenti politici dell'Ohio, stato di origine di McKinley. Allo stesso modo il parco nazionale circostante venne rinominato "del Denali".
Il 20 gennaio 2025 uno degli ordini esecutivi firmati da Donald Trump subito dopo il suo insediamento quale 47º presidente degli Stati Uniti d'America ha avviato la procedura per ripristinare il toponimo "Monte McKinley". Il 24 gennaio il Dipartimento degli Interni degli Stati Uniti d'America ha provveduto all'esecuzione dell'ordine, riportando quindi a livello federale il nome ufficiale della montagna a "Monte McKinley".
Il nome del parco nazionale non è stato influenzato dalla promulgazione dell'ordine esecutivo, mantenendo pertanto il toponimo nativo "Denali".

## Geografia fisica

### Morfologia
Il monte presenta un profilo più largo e graduale rispetto a quello dell'Everest, e tuttavia appare maggiormente prominente rispetto all'ambiente circostante. Infatti il Monte Everest, benché molto più alto in termini assoluti (8848 m sopra il livello del mare), si eleva al di sopra dell'altopiano tibetano, posto a circa 5200 m, sicché il dislivello tra la base e la vetta della montagna risulta pari a circa 3600 m. La base del McKinley al contrario poggia su un altopiano elevato in media 700 m, conferendo alla montagna un dislivello effettivo di 5400 m.

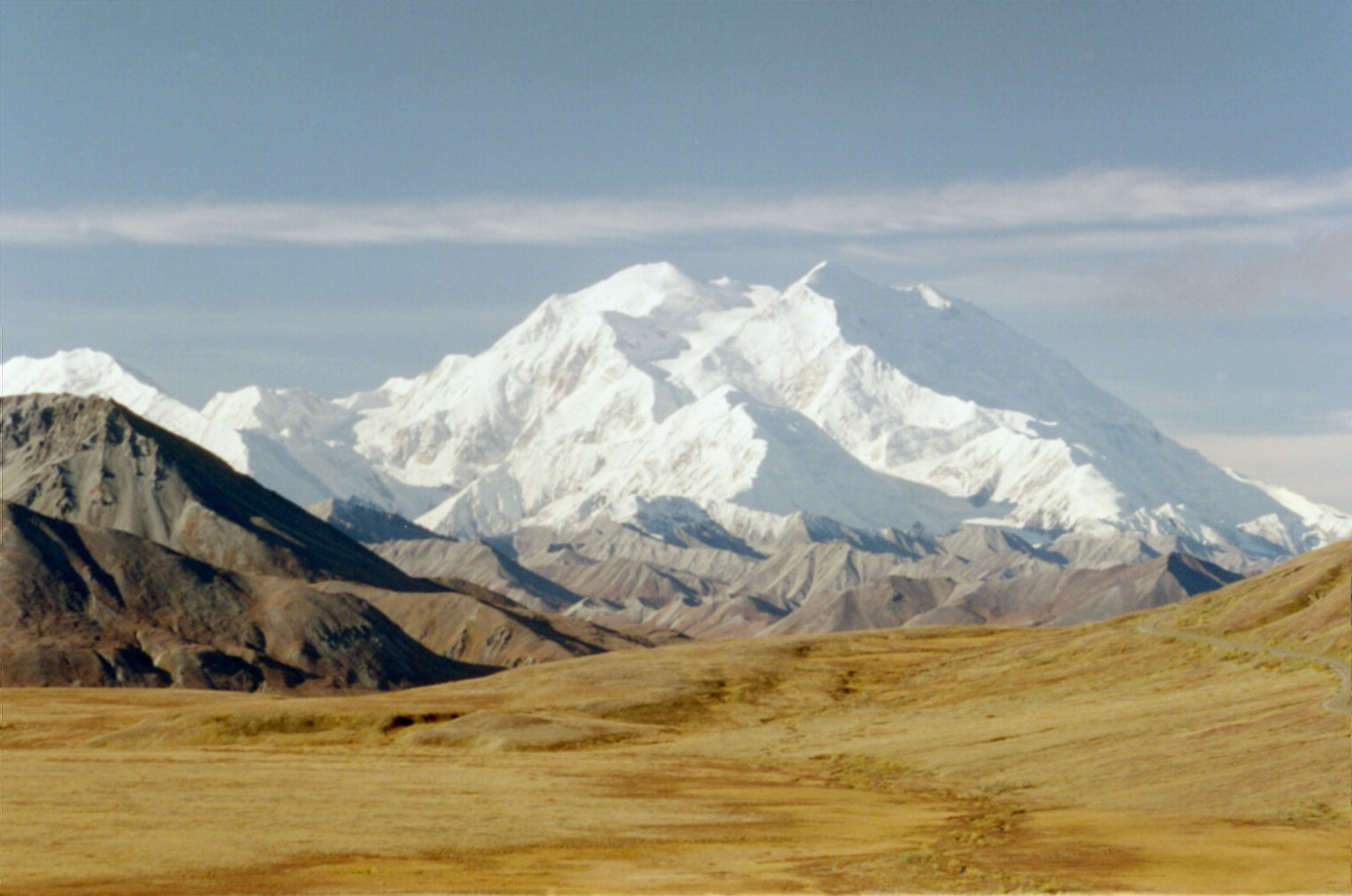
Il monte visto dall'altopiano

Tale caratteristica non deve però essere confusa con la prominenza topografica: quella del McKinley è pari a 6138 m (quasi quanto la sua altezza), calcolata tra la vetta della montagna e l'istmo di Panama (56 m). In base a questo criterio, il McKinley è la terza vetta più prominente del pianeta dopo l'Everest e l'Aconcagua.

## Alpinismo

### Ascesa

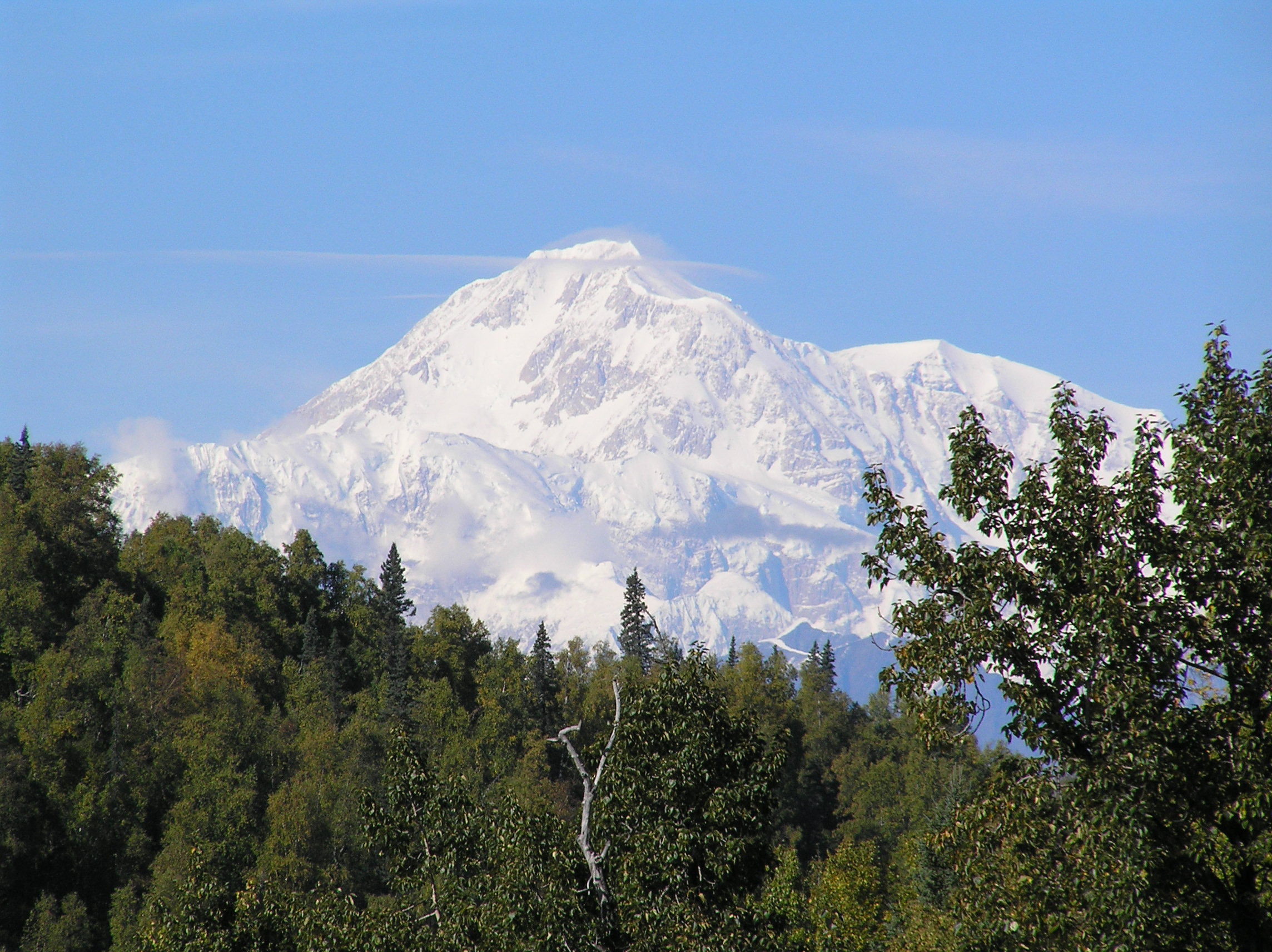
La cima della montagna

La prima ascesa del monte risale al 7 giugno 1913, e fu compiuta da una spedizione guidata da Hudson Stuck. In precedenza, nel 1906, Frederick Cook aveva sostenuto di aver scalato per primo il monte, ma la veridicità dell'impresa è stata generalmente rifiutata. Nel 1947, Barbara Washburn fu la prima donna a raggiungerne la vetta.
Tra le imprese alpinistiche considerate di maggior rilievo è quella compiuta nel 1961 dalla spedizione italiana guidata da Riccardo Cassin, che riuscì a salire per la prima volta l'immensa parete sud della montagna. Nel 1984 Renato Casarotto ha compiuto la prima salita della cresta sud-est (South Buttress - Ridge of No Return).
La prima ascesa femminile in solitaria risale al 1982 e fu effettuata dall'alpinista italiana Miri Ercolani. Dopo aver raggiunto la vetta il 21 luglio iniziò la discesa ma, a quota 3000 metri, in prossimità del passo Kahiltna fu sorpresa dal maltempo (temperature intorno a −30 °C e visibilità pari a zero) e dovette scavare nella neve per crearsi un riparo. Solo tre giorni dopo fu in grado di riprendere la discesa; nel frattempo era riuscita a idratarsi e a nutrirsi adeguatamente commettendo però l'errore di non togliersi mai gli scarponi per controllare i piedi e indossare calze asciutte. Quando arrivò al campo base (2000 metri) intorno alle 14.00 del 27 luglio trovò ad aspettarla Thomas Lowell del Talkeetna Air Taxi. Una volta arrivata nella piccola cittadina si rese conto di avere entrambi gli alluci dei piedi congelati. Il 28 di luglio lo stesso Lowell la condusse al Providence Hospital di Anchorage perché ricevesse cure adeguate.
Oggigiorno la montagna viene scalata regolarmente, anche se costituisce un'impresa ad alto rischio a causa delle bassissime temperature che vi si registrano (spesso al di sotto dei −40 °C), delle copiose nevicate, del connesso rischio valanghe e delle poche ore di luce giornaliere (data la vicinanza della montagna al circolo polare artico) qualora l'ascesa venga effettuata in inverno.
Il 7 giugno 2014, in 11 ore e 48 minuti, lo scialpinista catalano Kílian Jornet i Burgada ha stabilito il record di ascesa e discesa in solitaria, battendo il precedente record del 2013 detenuto da Ed Warren di 16 ore e 46 minuti. L'atleta, partendo dal campo base situato a quota 2000 m, ha impiegato 9 ore e 45 minuti per raggiungere la cima, seguendo in gran parte la via Rescue Gully. La discesa è avvenuta con gli sci sulla medesima via.